# Saint-Pierre-la-Vieille
Saint-Pierre-la-Vieille – miejscowość i dawna gmina we Francji, w regionie Normandia, w departamencie Calvados. W dniu 1 stycznia 2016 roku z połączenia sześciu ówczesnych gmin – La Chapelle-Engerbold, Condé-sur-Noireau, Lénault, Proussy, Saint-Germain-du-Crioult oraz Saint-Pierre-la-Vieille – powstała nowa gmina Condé-en-Normandie. W 2013 roku populacja Saint-Pierre-la-Vieille wynosiła 363 mieszkańców. 